# 馬爾卡波馬科查湖
11°24′04″S 76°20′50″W / 11.40111°S 76.34722°W
馬爾卡波馬科查湖（西班牙語：Laguna Marcapomacocha），是秘魯的湖泊，位於該國中部胡寧大區，由堯利省的馬爾卡波馬科查區負責管轄，處於馬爾卡科查湖以南，長3.67公里、寬1.95公里，集水區面積141平方公里，海拔高度4,400米。